# Національний парк Кірісіма-Кінкован
Національний парк Кірісіма-Кінкован (яп. 霧島錦江湾国立公園, Kirishima-Kinkowan Kokuritsu Kōen) — національний парк на острові Кюсю, Японія. Він складається з затоки Кірісіма-Кагосіма, району префектури Каґосіма та префектури Міядзакі, відомого своїми діючими вулканами, вулканічними озерами та онсенами. Загальна площа 365,86 км2 (3,9381×109 кв. футів).

## Історія
16 березня 1934 року він вперше був створений як Національний парк Кірісіма-Яку. 16 березня 2012 року Якусіма був розділений на окремий національний парк Якусіма 325,53 квадратного кілометра (125,69 миля2), а Національний парк Кірісіма-Яку було перейменовано на Національний парк Кірісіма-Кінкован.
Ця територія стала відомою як перше в Японії місце для медового місяця, оскільки Сакамото Рьома взяв туди свою дружину Оріо.
Кірісіма використовувалася як місце для зйомок фільму про Джеймса Бонда 1967 року «Живеш лише двічі».

## Кірісіма
- Гора Кірісіма
- Ебіно-коген
- Такатіхо-кавара
- Озеро Мійке
- Гора Куріно
- Гора Каракуні
- Гора Такатіхо
- Мис Сата
- Сакура-дзіма
- Гора Каймон
- Озеро Ікеда[3][4]

## Основні мальовничі місця
Район Кірісіма

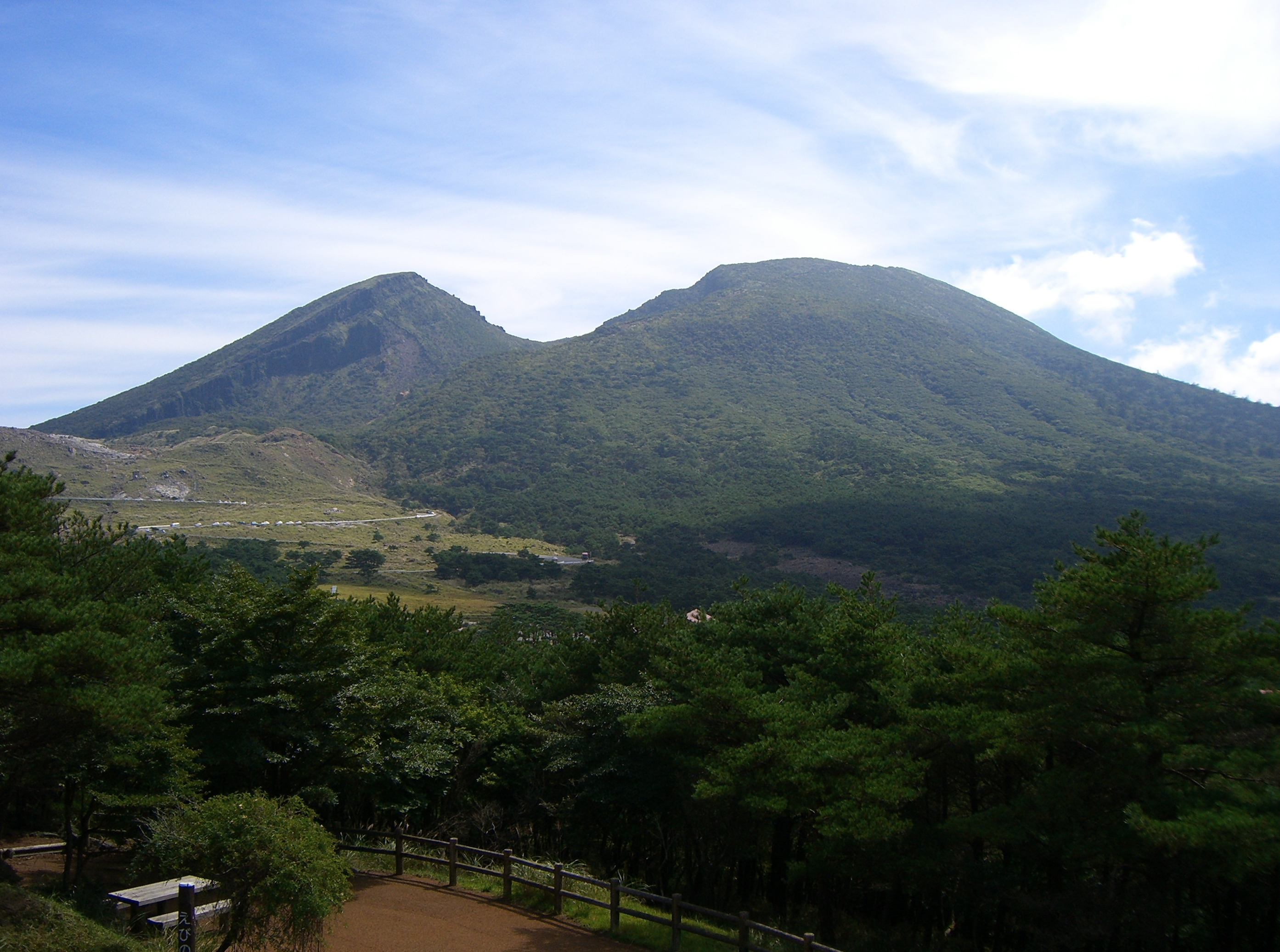
Гора Каракуні
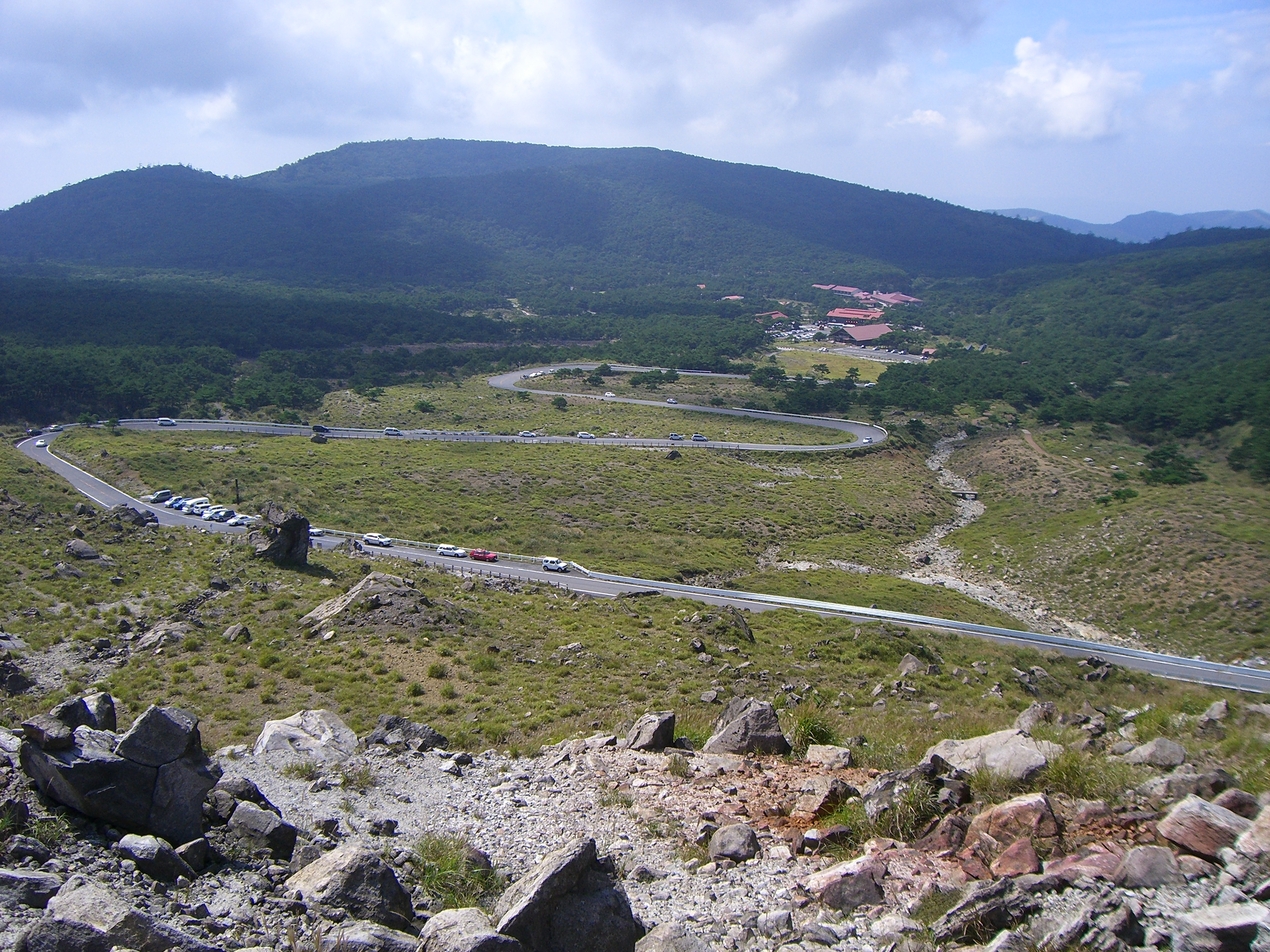
Плато Ебіно

Район затоки Кагосіма

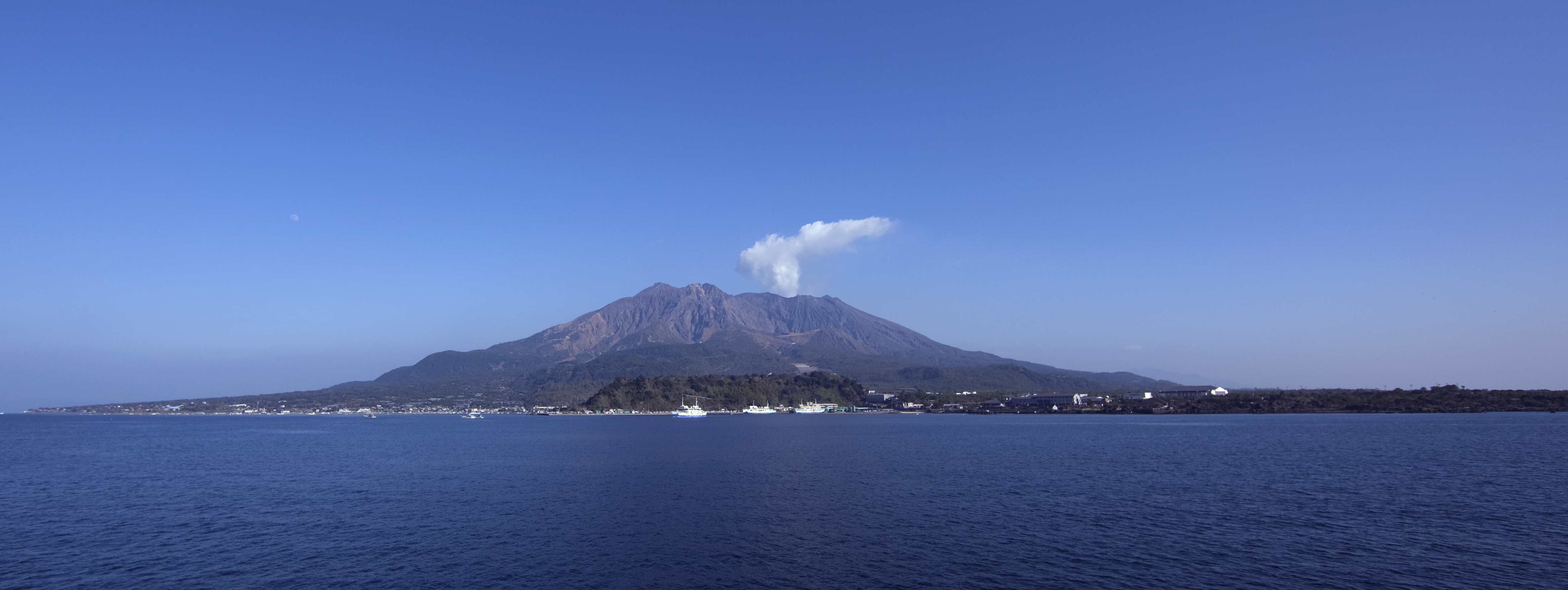
Сакура-дзіма
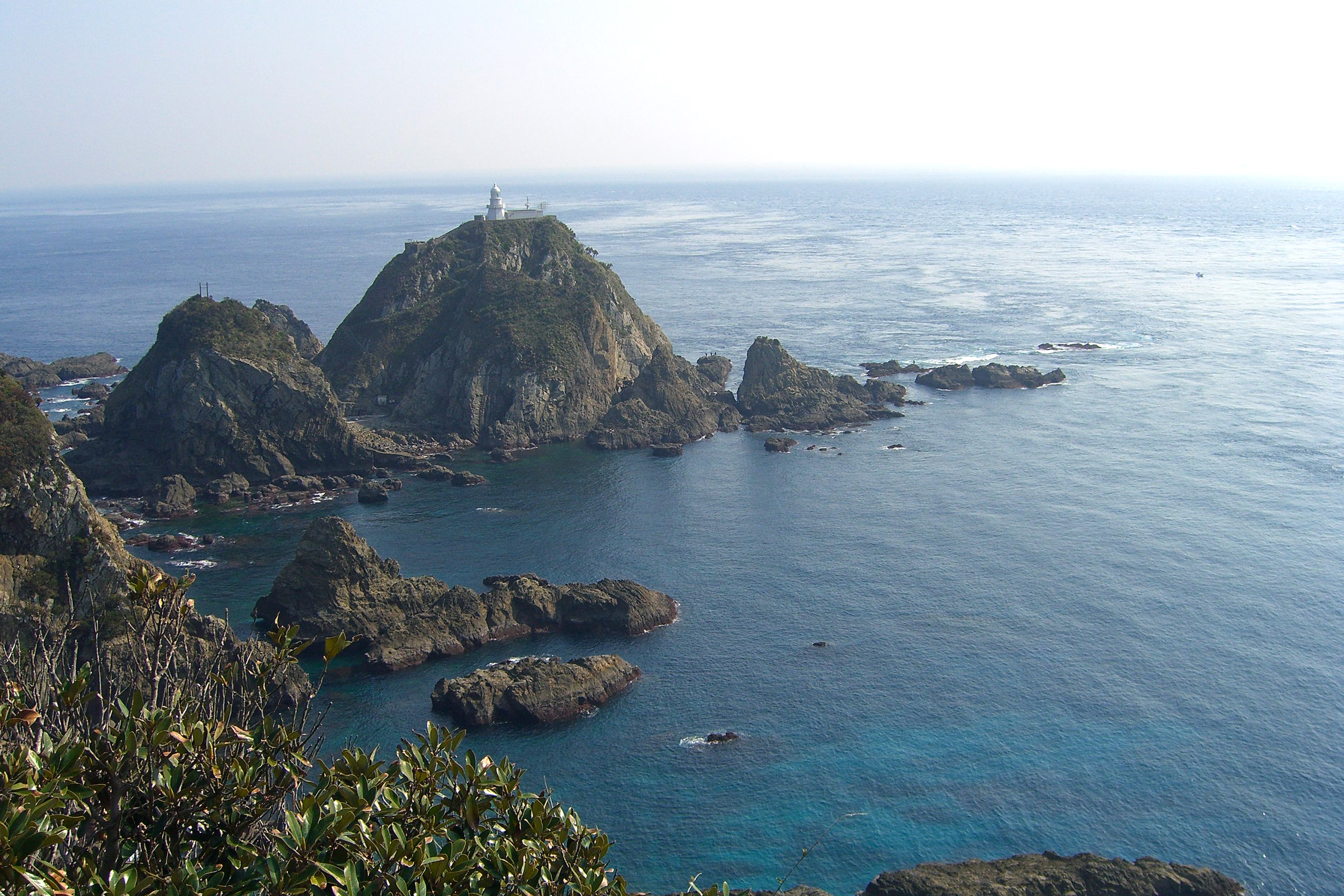
Мис Сата
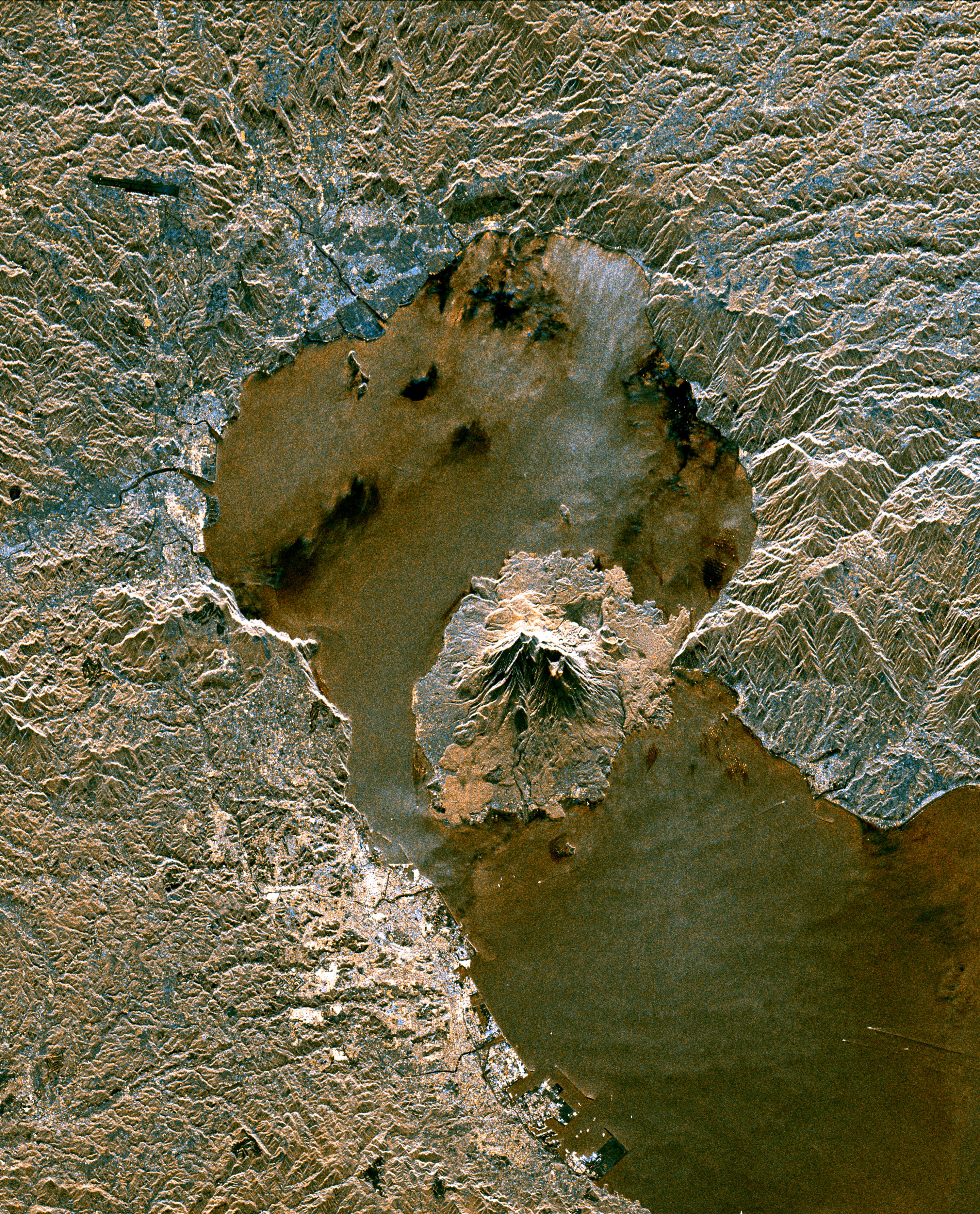
Кальдера Айра поширюється на півночі Каґосіми
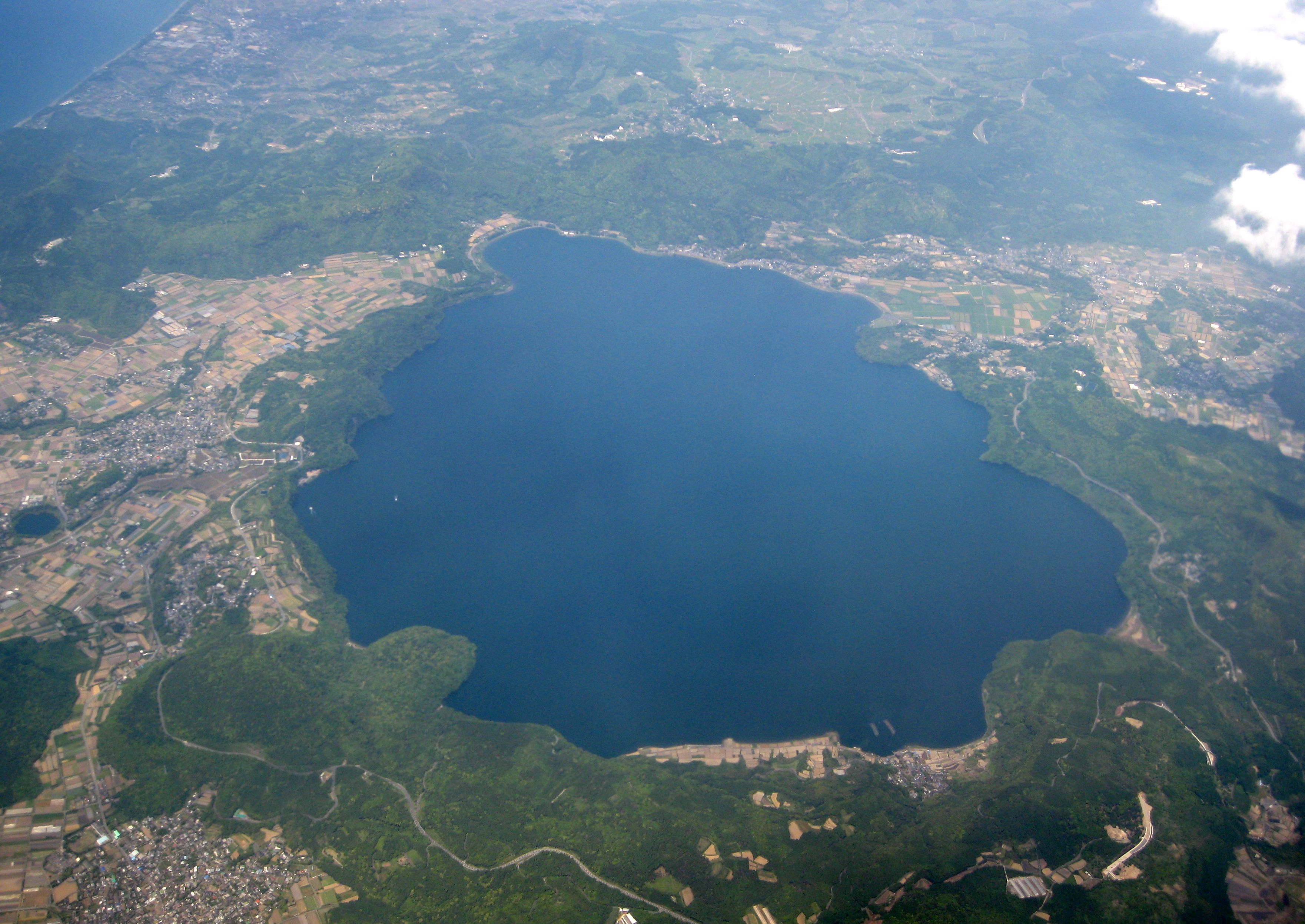
Озеро Ікеда
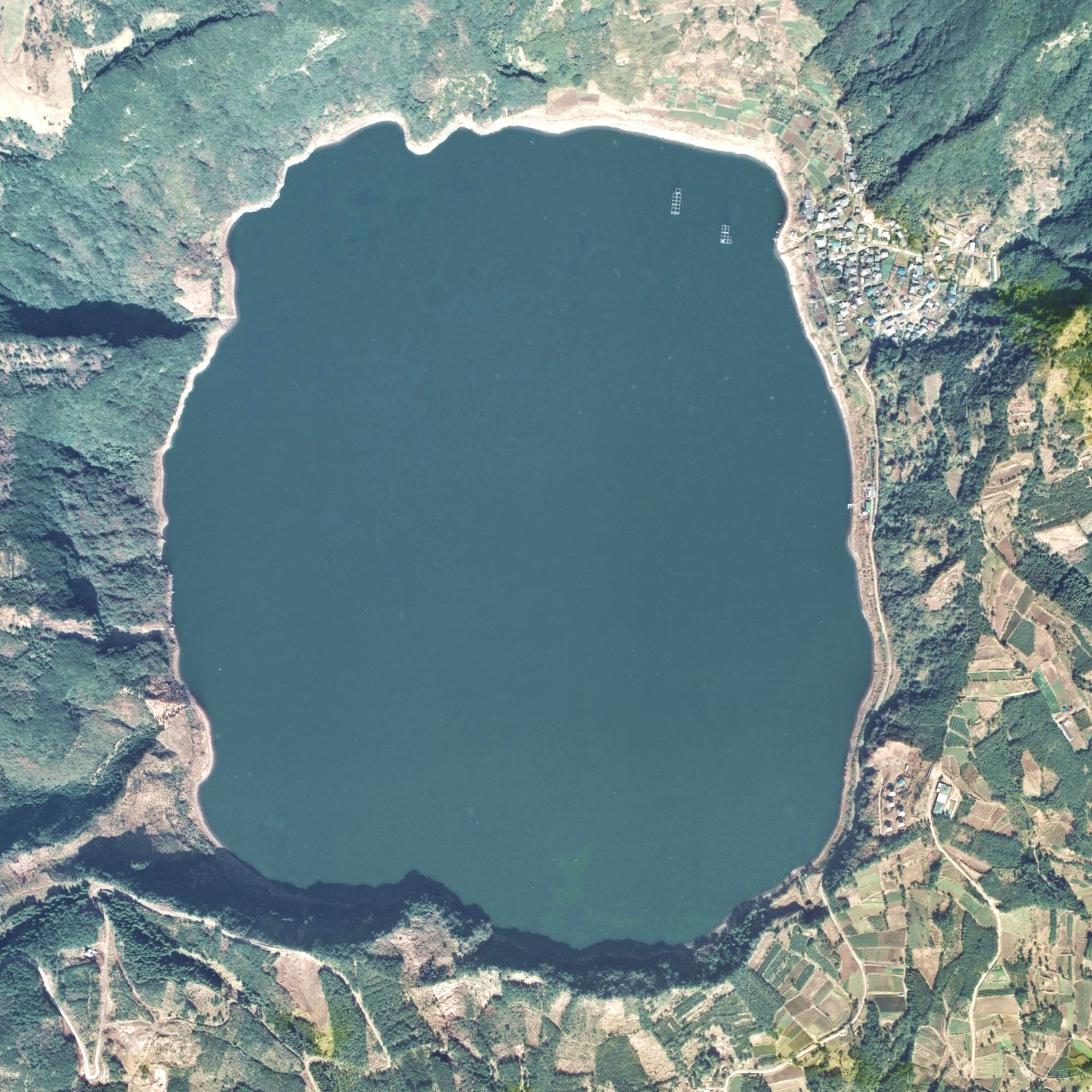
Аерофотознімок Унаґіїке (1974)
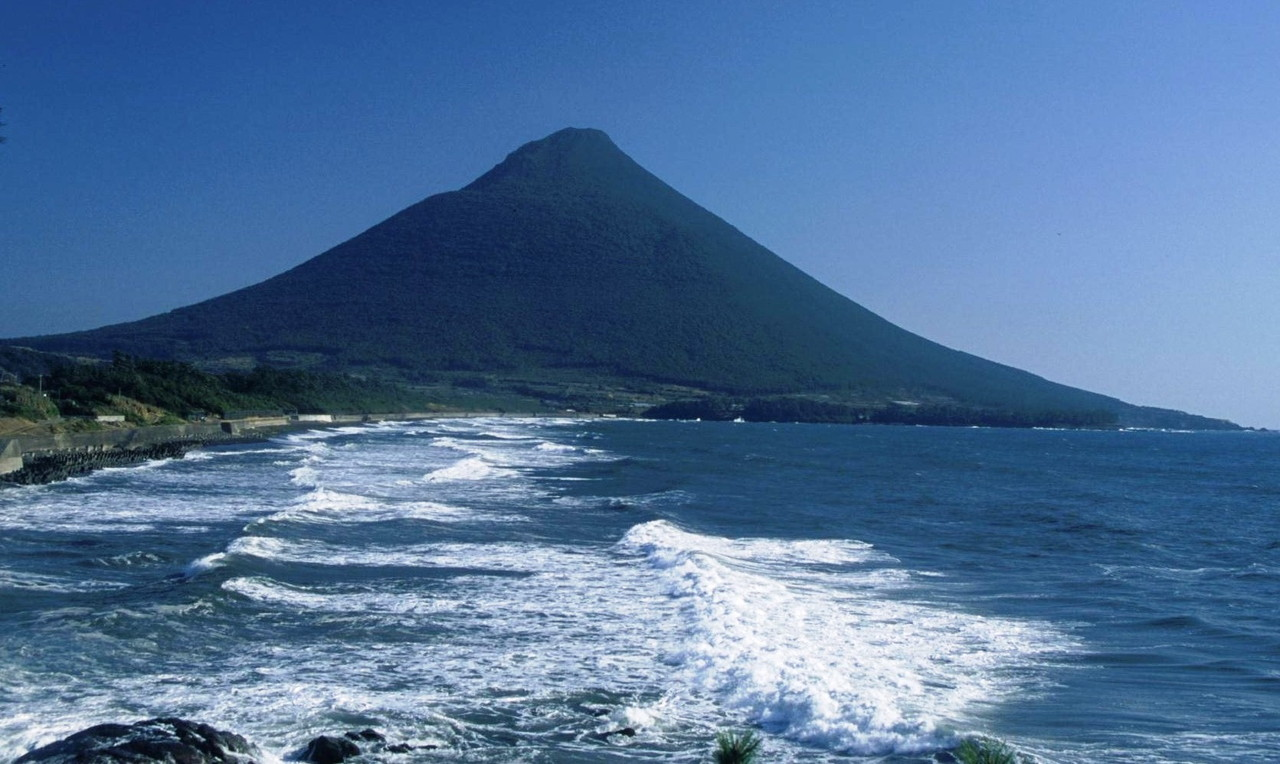
Вулкан Каймондаке

## Споріднені муніципалітети
- Міяконоджьо
- Кобаяші
- Ебіно
- Такахару
- Каґосіма, Каґосіма
- Ібусукі
- Тарумідзу
- Кірісіма
- Юсуй
- Мінамі-Осумі